# AN/FPS-35

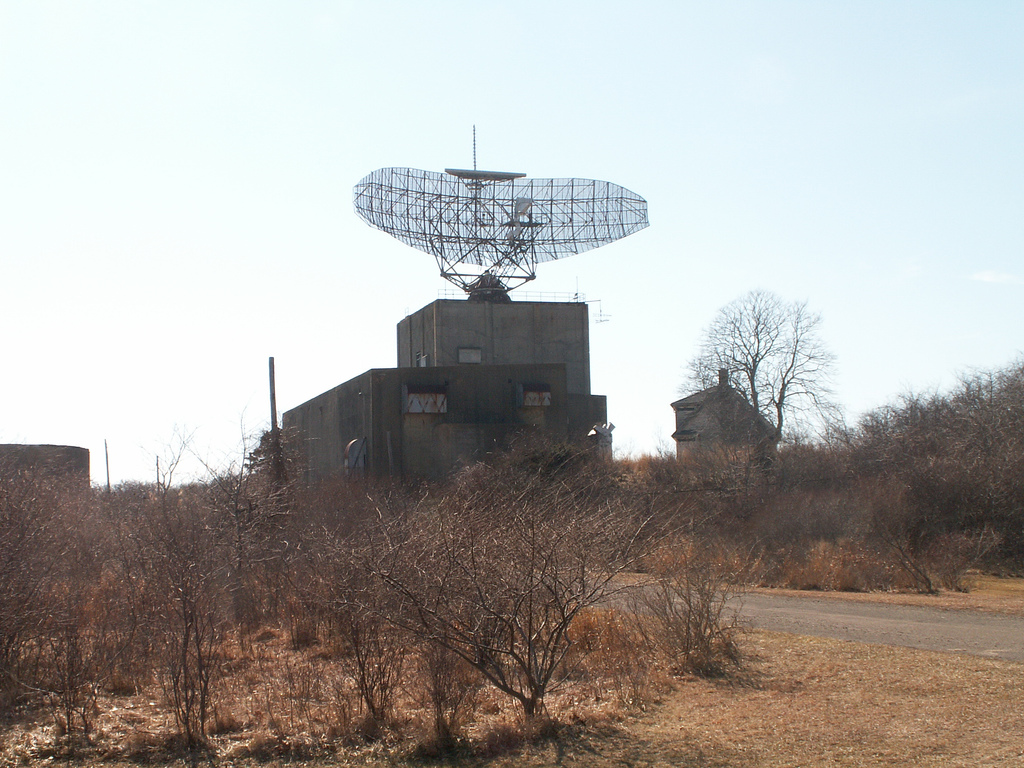
Ein AN/FPS-35 Radar im Camp Hero State Park in Montauk, New York

Das AN/FPS-35 ist ein militärisches Luftraumaufklärungsradar der Firma Sperry. Das erste Gerät wurde im Jahre 1960 ausgeliefert und in Thomasville (Alabama) aufgebaut, bis 1962 folgten dann weitere vier Geräte. Insgesamt wurden 12 Geräte gebaut und in den Dienst gestellt.
Das Radargerät wurde ortsfest in fünfetagigen Betontürmen errichtet. Durch die enorme Masse der Antenne von über 80 Tonnen sind im Betrieb erhebliche Probleme entstanden. Der Antrieb der Antenne füllte eine eigene Etage aus und wurde durch sechs Elektromotoren mit je 100 PS bewerkstelligt.
Mit Ausnahme des im Camp Hero State Park in Montauk, New York stehenden Gerätes sind alle anderen Radargeräte mittlerweile demontiert worden.
| Technische Daten AN/FPS-35 | Technische Daten AN/FPS-35 |
| -------------------------- | -------------------------- |
| Frequenzbereich            | 420 – 450 MHz              |
| Pulswiederholzeit          |                            |
| Pulswiederholfrequenz      |                            |
| Sendezeit (PW)             |                            |
| Empfangszeit               |                            |
| Totzeit                    |                            |
| Pulsleistung               |                            |
| Durchschnittsleistung      |                            |
| angezeigte Entfernung      | 370 km                     |
| Entfernungsauflösung       |                            |
| Öffnungswinkel             |                            |
| Trefferzahl                |                            |
| Antennenumlaufzeit         |                            |